# Irpin (plaats)
Irpin (Oekraïens: Ірпінь; Russisch: Ирпень, [ɪrˈpʲenʲ]) is een voorstad van de Oekraïense hoofdstad Kiev. De stad ligt ongeveer 20 km ten noordwesten van Kiev, aan de gelijknamige rivier en maakt deel uit van de oblast Kiev. Op 1 januari 2022 had Irpin naar schatting 65.167 inwoners.

## Geschiedenis
In 1899 is Irpin op stand gekomen bij het bouwen van een spoorweg Kiev-Kovel. Langs de spoorweg hebben de spoorwegmedewerkers de dorpjes Irpin, Boetsja, Vorzel opgericht. Ze liggen aan de gelijknamige rivieren, vandaar de namen.
Tijdens de jaren 1941-1943 was Irpin onder een Duitse bezetting.
Op 24 februari 2022 werd de stad betrokken bij het offensief bij Kiev en werd zwaar beschadigd. Het Russisch offensief werd bij de Irpin rivier ten zuiden aan de rand van de stad tot staan gebracht. De twee spoorbruggen over de Irpin rivier werden op 21 maart 2022 vernietigd. Deze spoorbruggen werden herbouwd en heropend in april 2023.

## Afbeeldingen

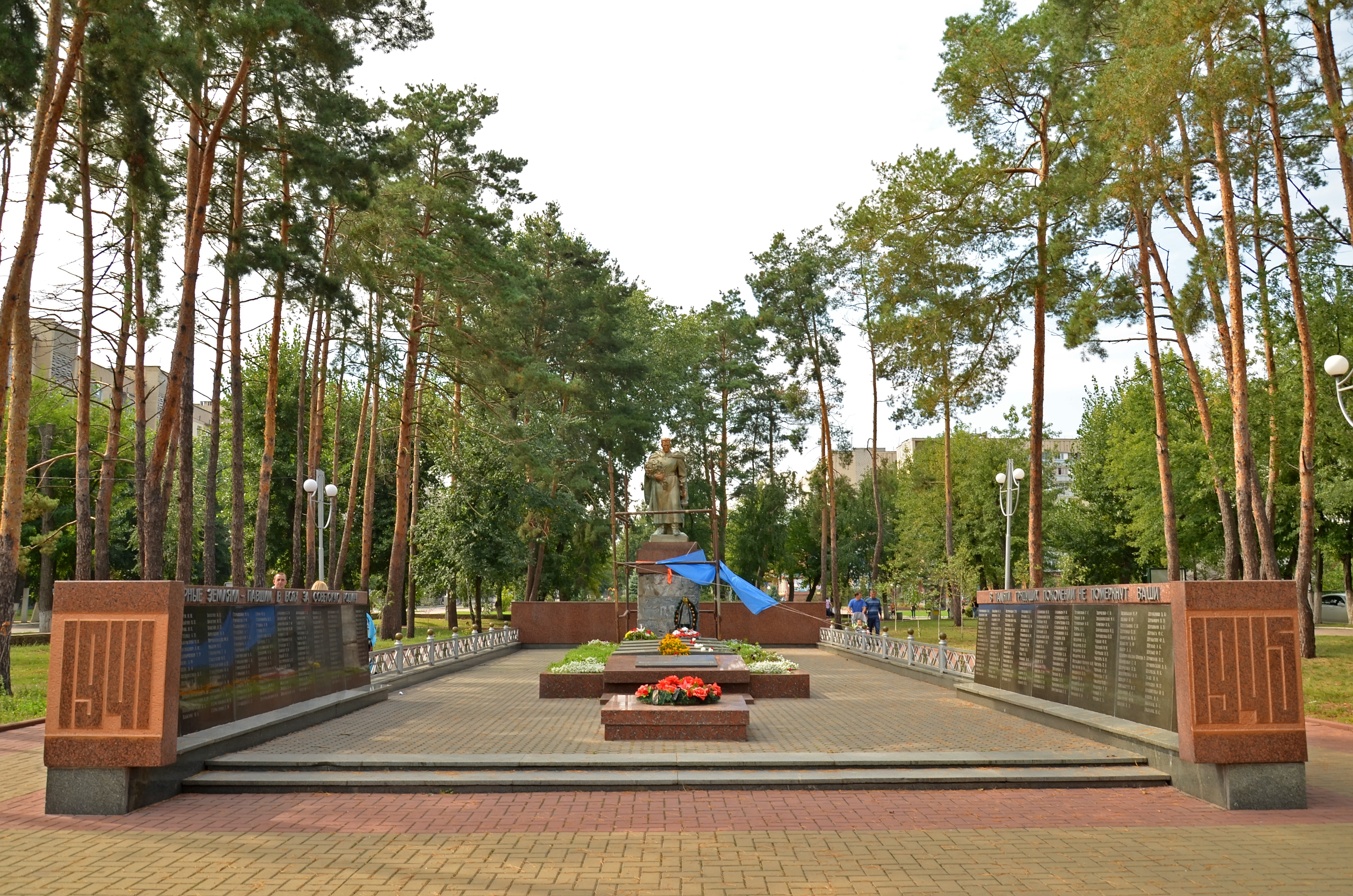
Massagraf van tijdens de Tweede Wereldoorlog gesneuvelde soldaten van het Rode Leger (2013)
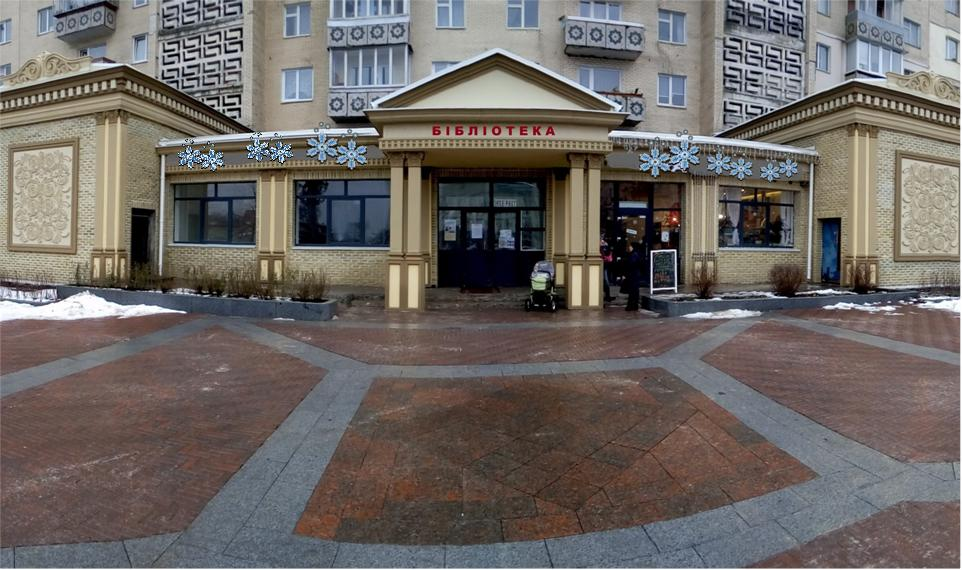
Centrale bibliotheek (2017)
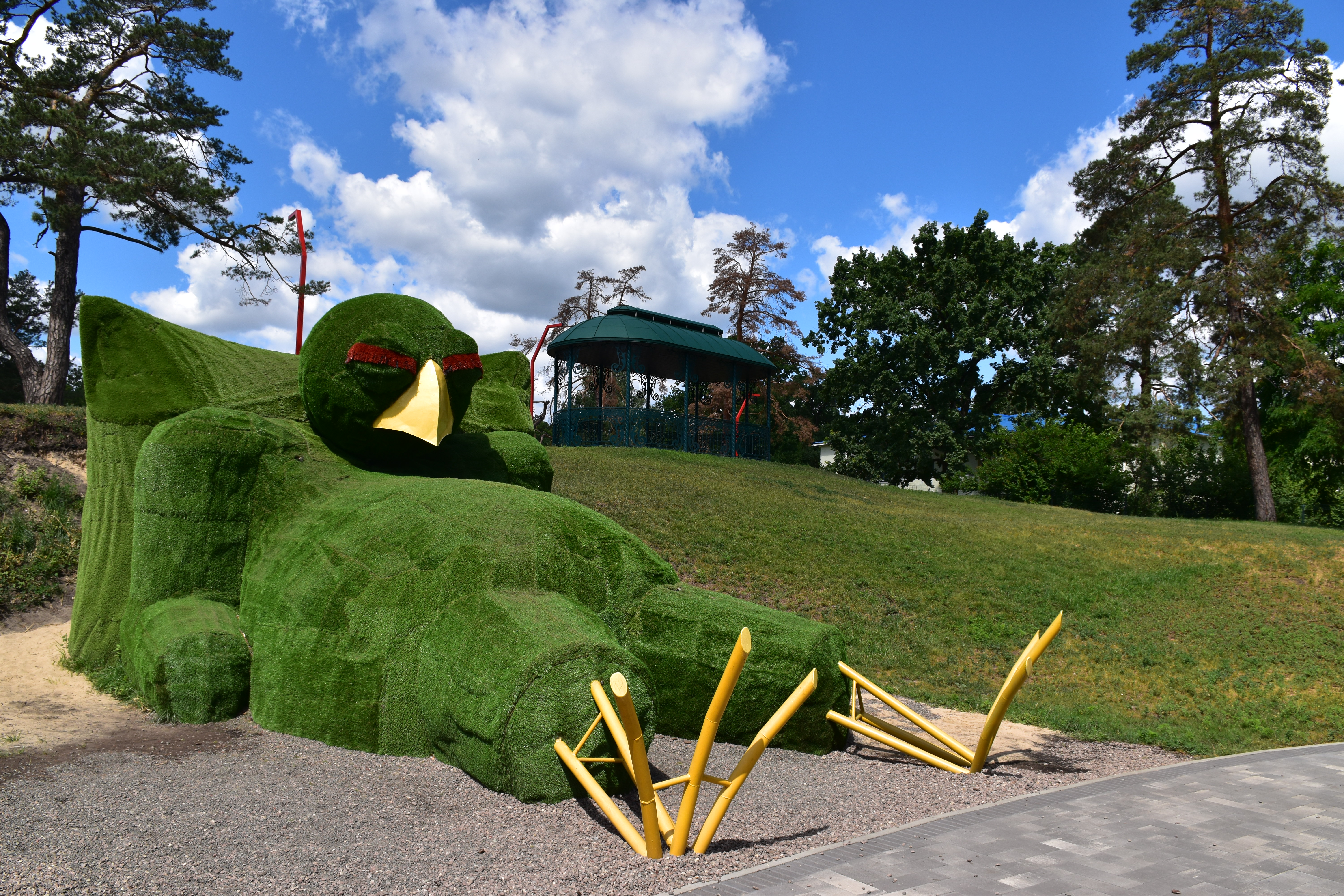
Overwinningspark (2019)
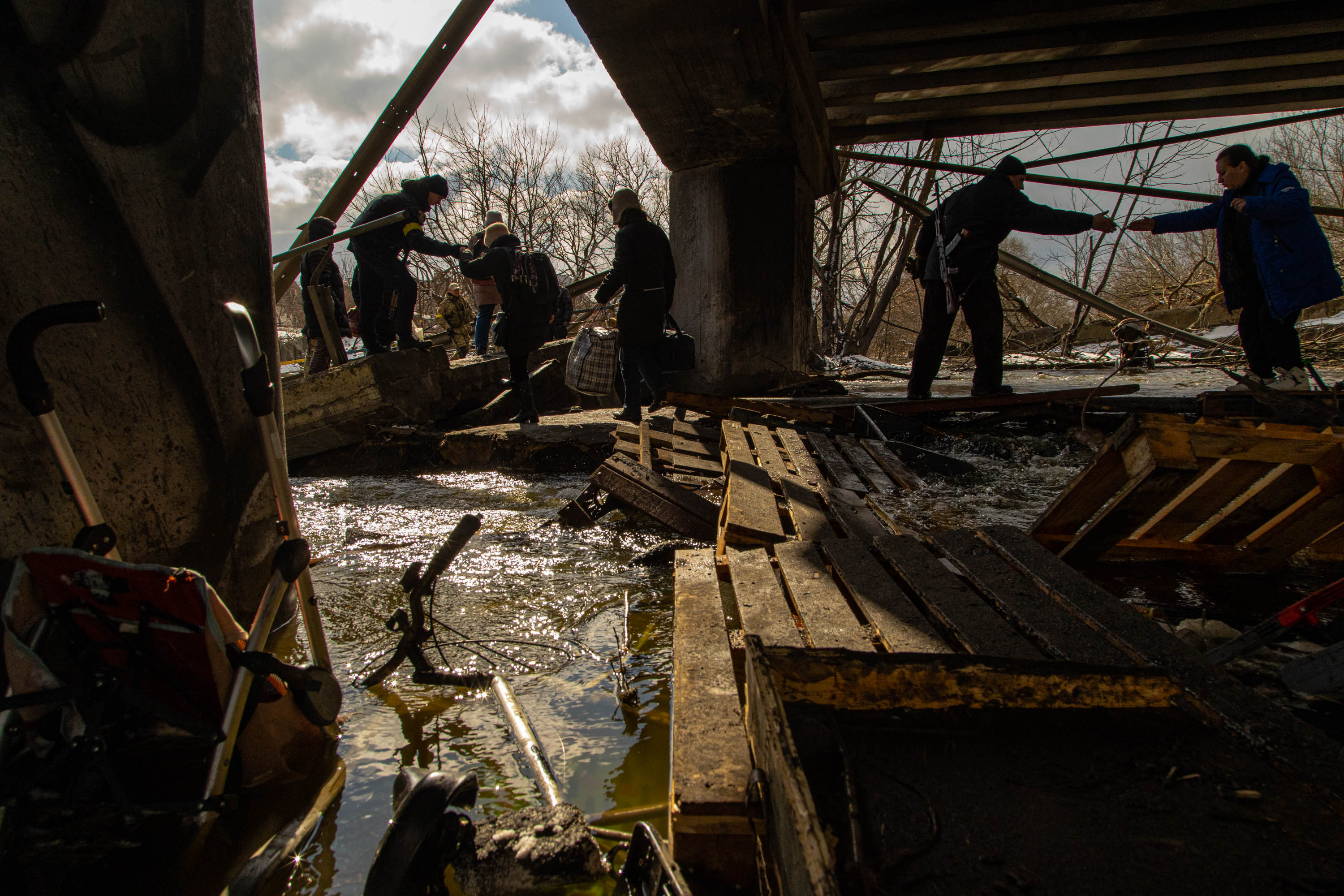
Vluchtende burgers tijdens de Russische invasie van Oekraïne (2022)